# Mihail Ivanovič Kalinin
Mihail Ivanovič Kalinin (rusko Михаи́л Ив́анович Кали́нин), ruski boljševik in politik, * 19. november (7. november, ruski koledar) 1875, Gornja Trojca (Верхняя Троица), Korčevski okraj, Tverska gubernija, Rusija, † 3. junij 1946, Moskva, Sovjetska zveza.
Kalinin se je rodil v kmečki družini. Od leta 1889 je živel v Sankt-Peterburgu in delal kot kovinar. Leta 1898 se je pridružil Ruski socialnodemokratski delavski stranki (РСДРП) in 1921 postal član njenega Centralnega komiteja (CK), 1919 kandidat za člana, 1925 pa redni član politbiroja CK Vsezvezne komunistične partije boljševikov - VKP(b).
Od marca 1919 do 1938 je bil (kot naslednik Jakova Sverdlova) predsednik Vseruskega centralnega izvršnega komiteja (ВЦИК) Vseruskega kongresa sovjetov (Ruske socialistične federativne sovjetske republike - RSFSR). Od leta 1922 je bil obenem eden od (so)predsednikov Centralnega izvršnega komiteja (CIK) kongresa sovjetov tedaj novoustanovljene Zveze sovjetskih socialističnih republik (ZSSR ali krajše Sovjetske zveze). V začetku leta 1938 je (po novi ustavi iz leta 1936) kot predsednik Prezidija Vrhovnega sovjeta ZSSR postal nominalni državni poglavar Sovjetske zveze. Malo pred svojo smrtjo se je marca 1946 upokojil, nasledil pa ga je Nikolaj Švernik.
Po njem so po drugi svetovni vojni Sovjetski zvezi priključeno vzhodnoprusko mesto Königsberg ob Baltskem morju preimenovali v Kaliningrad, kakor se imenuje še danes, v letih 1931–1990 pa se je tudi rusko mesto Tver ob Volgi imenovalo Kalinin.